# Kolno (powiat wałecki)
Kolno (niem. Eckartsberge) – wieś w Polsce, w województwie zachodniopomorskim, w powiecie wałeckim, w gminie Wałcz.
W latach 1975–1998 miejscowość należała administracyjnie do województwa pilskiego.

## Nazwa
15 marca 1947 r. ustalono urzędową polską nazwę miejscowości – Kolno, określając drugi przypadek jako Kolna, a przymiotnik – koleński.